# Lobelia brasiliensis
Lobelia brasiliensis är en klockväxtart som beskrevs av A.O.S.Vieira och G.J.Sheph. Lobelia brasiliensis ingår i släktet lobelior, och familjen klockväxter. Inga underarter finns listade i Catalogue of Life.